# قايدو هيرزفيلد
قايدو هيرزفيلد (بالألمانية: Guido Herzfeld)‏ هو ممثل ألماني، ولد في 14 أغسطس 1851 في ألمانيا، وتوفي في 16 نوفمبر 1923.

## وصلات خارجية
- قايدو هيرزفيلد على موقع IMDb (الإنجليزية)
- قايدو هيرزفيلد على موقع ألو سيني (الفرنسية)
- قايدو هيرزفيلد على موقع أول موفي (الإنجليزية)
- قايدو هيرزفيلد على موقع قاعدة بيانات الأفلام السويدية (السويدية)
- قايدو هيرزفيلد على موقع قاعدة بيانات الفيلم (الإنجليزية)
- قايدو هيرزفيلد على موقع كينوبويسك (الروسية)